# Erich Sokol
Erich Sokol (* 31. März 1933 in Wien; † 20. Februar 2003 in Mödling bei Wien) war österreichischer Illustrator und Karikaturist.

## Leben und Wirken
Erich Sokol besuchte die Goethe-Realschule (heute Gymnasium Astgasse) im 14. Bezirk in Wien. Neben seinem Interesse für Handball war Zeichnen schon früh seine Leidenschaft. Während seiner Gymnasialzeit besuchte er Kurse an der „Künstlerischen Volkshochschule in der Akademie der bildenden Künste“ in Wien. 1952 verkaufte der junge Sokol seine erste Zeichnung an das sozialistische Kleine Blatt für ein Honorar von damals 15 Schilling (entspricht einem heutigen Gegenwert von etwa 8 Euro).
1952 maturierte er und begann sein Studium an der Hochschule für Welthandel.
Parallel zu seinem Wirtschaftsstudium blieb das Zeichnen seine wahre Leidenschaft, und er erreichte damit auch weitere Verkaufserfolge. Er produzierte Bildwitze und politische Karikaturen u. a. für Neuer Kurier, Die Presse, stern, Die Bühne, Wiener Bilderwoche, Schweizer Illustrierte Zeitung, Arbeiter-Zeitung, Weltpresse und Münchner Illustrierte. Zeichnungen von ihm wurden auch von der englischen Zeitschrift Punch gekauft und veröffentlicht.
Zwischen 1957 und 1959 hielt sich Erich Sokol in Amerika auf.
Ausgerüstet mit einem Moholy-Nagy-Stipendium, studierte er zwei Semester am Institute of Design des Illinois Institute of Technology in Chicago (Lehrgänge „Visual Design“, „Photography“ und „Typography“). In dieser Zeit verdiente er seinen Lebensunterhalt primär mit grafischen Arbeiten für Playboy und The Lion Magazine. Damals wurde Hugh Hefner, Gründer und Herausgeber der Zeitschrift Playboy, auf Sokols Talent aufmerksam und gewann ihn als regelmäßigen Mitarbeiter, der er jahrzehntelang blieb. Sokol arbeitete an einem Band satirischer Zeichnungen mit amerikanischen Charakterdarstellungen. Seine American Natives erschienen im Verlag Harper & Brothers in New York, später im Verlag Hamish Hamilton in London. Im November 1959 kehrte Sokol in seine Heimat Österreich zurück und trat 1960 der Redaktion der sozialdemokratischen Wiener Arbeiter-Zeitung (AZ) als politischer Zeichner bei. Ab 1965 war Sokol freier Mitarbeiter der Süddeutschen Zeitung und trat 1967 aus der Redaktion der Arbeiter-Zeitung wieder aus.
Während seiner Tätigkeit als politischer Karikaturist in Wien erlangte er in breiten Kreisen Österreichs erste Bekanntheit: Die AZ brachte damals seine „besten“ Karikaturen gesammelt in Jahrgangsbänden heraus.
1967 wechselte Sokol auf Einladung Gerd Bachers als Chefgrafiker zum frisch reformierten ORF, der staatlichen Rundfunkanstalt.
Als Chefgrafiker beim ORF (Österreichischer Rundfunk) gab er 1973 sein Debüt als Regisseur einer Fernsehsendung. Am Samstag, dem 12. Juli 1975, erschien Sokols erstes Titelbild für die Neue Kronen-Zeitung (bis 1996), und gleichzeitig brach er die bereits 18 Jahre andauernde Tätigkeit für das Männermagazin Playboy ab.
Ab 1987 übernahm Erich Sokol den prägenden Posten des Art-Direktors für den ORF und war damit für den gesamten Designbereich (Grafik, Ausstattung, Kostüm) verantwortlich. 1992 wurde Sokol als Art-Direktor des ORF im Zuge eines ORF-Relaunchs vorzeitig pensioniert.
Ab 1999 erschienen seine Titelbilder für Die Presse und Ende der 1990er Jahre gründete er mit seiner Lebensgefährtin Annemarie Höld-Praschl die Erich Sokol Privatstiftung in Mödling.
Bekannte Schöpfungen Sokols waren die „ÖVP-Tant’“ in der Arbeiter-Zeitung, das „ORF-Auge“ genannte Senderlogo und seine Karikaturen des 1970–1983 als Bundeskanzler amtierenden Sozialdemokraten Bruno Kreisky. Sokol zeichnete Titelseiten für die Kronen-Zeitung, das monatliche Wirtschaftsmagazin trend und das Nachrichtenmagazin profil. Er gestaltete auch das Schallplattencover zu Der Herr Karl von Carl Merz und Helmut Qualtinger sowie das Logo des Cateringunternehmens Do & Co.
Sokol gehörte der von den 1950er Jahren an aktiven „Gutruf-Clique“ rund um Qualtinger, Sokol-Freund Teddy Podgorski und andere an.
Mit dem Schauspieler Felix Dvorak war er in einer Freundschaft verbunden. So schuf er mit dem Porträt Dvoraks für dessen Schallplatte k.u.k. Scharfrichter Lang ein Ölgemälde, entwarf für ihn 1995 Bühnenbild und Plakat zu Olympia bei den Mödlinger Komödienspielen und inszenierte die für Montreux gestaltete TV-Show Felix Felix.

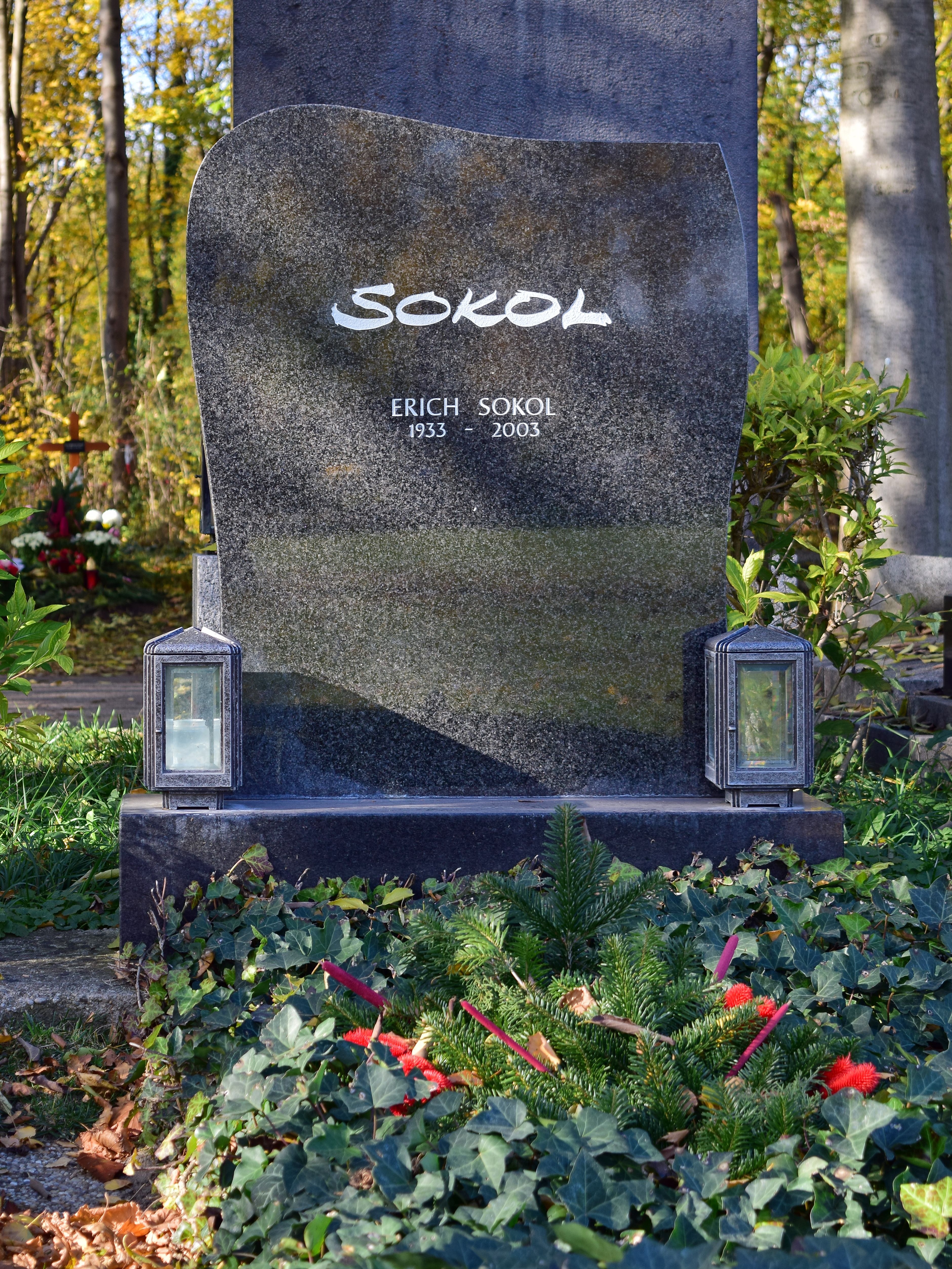
Grab am Wiener Zentralfriedhof

Erich Sokol starb in der Nacht auf Donnerstag, den 20. Februar 2003, in seinem Haus in Mödling. Er ist in einem von der Stadt Wien ehrenhalber gewidmeten Grab im „Ehrenhain“ (Gruppe 40, Nummer 88) des Wiener Zentralfriedhofs beerdigt.

## Familie
Erich Sokol war von 1961 bis 1993 mit Adriana Gaspar verheiratet, aus dieser Ehe stammen drei Kinder. 1995 lernte Erich Sokol Annemarie Höld-Praschl kennen, 2001 heiratete er seine langjährige Lebensgefährtin. Seit seinem Tod 2003 verwaltet seine Witwe Annemarie Sokol sein künstlerisches Schaffen, die Erich Sokol Privatstiftung in Mödling.

## Auszeichnungen
Als größtem österreichischen Karikaturisten und Zeichner mit Weltruf wurden Erich Sokol für sein künstlerisches Schaffen zahlreiche Ehrungen zuteil, u. a.:
- Zuerkennung des Preises der „Artists’ Guild of Chicago“ für „Editorial Art“ anlässlich der in der Bibliothek Chicago stattfindenden Ausstellung „Editorial and Advertising Art“ (1959)
- Verleihung der „Goldenen Kamera“ von Hör zu (1971)
- Verleihung des Staatspreises für Werbung des Bundesministeriums für Handel, Gewerbe und Industrie für seine Kampagne für die Austrian Airlines (1972)
- 1977 verlieh ihm die Stadt Wien den Preis für angewandte Kunst und 1982 das Goldene Ehrenzeichen der Stadt Wien.
- 1986 erhielt Erich Sokol den Nestroy-Ring und 1997 das Ehrenzeichen für Verdienste um Kunst und Kultur in der Stadt Mödling.
- Eine der höchsten Auszeichnungen für Zeichner und Karikaturisten wurde ihm mit dem Olaf-Gulbransson-Preis (2001) zuteil.
- 2002 wurde Erich Sokol der Titel des Professors angekündigt, jedoch fand die Verleihung erst posthum zu seinem 70. Geburtstag statt.

2014 wurde in Mödling die Prof. Erich Sokol-Promenade und 2016 im 10. Wiener Gemeindebezirk Favoriten die Erich-Sokol-Gasse nach ihm benannt.

## Werke
Veröffentlichungen in folgenden Zeitschriften:
Neuer Kurier – Wien, Der Stern – Wien, Wiener Bilderwoche – Wien, Schweizer Illustrierte Zeitung – Zürich, Weltpresse – Wien, Die Münchner Illustrierte – München, Punch – London, Aktuelt – Kopenhagen, Dagens Nyheter – Stockholm, Stockholm Tidningen – Stockholm, Playboy – Chicago/New York, Lions Magazine – Chicago, Kiwanis Magazine – Chicago, Chicago Tribune – Chicago, Family Weekly – Chicago, Harper’s Magazine – New York, Arbeiter-Zeitung – Wien, Der Spiegel – Hamburg, Süddeutsche Zeitung – München, Stern – Hamburg, The Sunday Telegraph – London, The Observer – London, The New York Times – New York, Atlas – New York, Holiday – New York, Sun – Tokio, Krokodil – Moskau, Novoje Vremje – Moskau, Rudé právo – Prag, Neue Kronen Zeitung – Wien, Die Bühne – Wien, Trend – Wien, Profil – Wien, Die ganze Woche – Wien, News – Wien, Die Presse – Wien u. a.
Buchveröffentlichungen
- American Natives, New York 1960.
- AZ-Karikaturen. Jahresbände 1960–1967, Wien 1961–1968.
- Titelseiten. Wien 1977.
- Titelseiten 2. Wien 1979.
- Titelseiten 3. Wien 1981.
- Kopfsalat. Wien/München 1987.
- Video. Wien 1990.
- Auslese. Wien 1993.
- Malbuch. Wien 2000.
- Fern-Sehen. Wien 2002.
- Playboy Cartoons. St. Pölten 2010.
- Erich Sokol. American Natives. Wien, 2012.

Kalender
- Sokol 1990. Wien 1989.
- Sokol 2000. Wien 1999.

Ausstellungskataloge
- Seitenhiebe. Wilhelm-Busch-Museum, Hannover. Stuttgart 1993.
- Erich Sokol – Karikaturen. Olaf Gulbransson Gesellschaft Tegernsee e. V., München 2001.
- Machtspiele. Wilhelm-Busch-Museum, Hannover und Willy-Brandt-Haus, Berlin. Hamburg 2004.
- Machtspiele. Karikaturmuseum Krems. Hamburg 2005.

## SOKOL-Preis für digitale Karikatur, kritische Zeichenkunst und Satire
Mit dem SOKOL-Preis zeichnen das Karikaturmuseum Krems, das Land Niederösterreich und Annemarie Sokol, Witwe und Nachlassverwalterin von Erich Sokol, herausragende künstlerische Leistungen der digitalen Karikatur, kritischen Zeichenkunst und Satire aus. Die internationale Auszeichnung spiegelt die großartigen Leistungen des Künstlers Erich Sokol wider und weist auf seine medial stark verschränkte und moderne Arbeitsmethode hin. Der SOKOL-Preis wird in einem 5-Jahres-Rhythmus vergeben. Die erste Verleihung fand 2018 statt.
Preisträger und Preisträgerinnen
- 2018: Thomas Fluharty, SOKOL-Hauptpreis für digitale Karikatur; Sebastian Krüger, SOKOL-Würdigungspreis für besondere Leistungen; Nadia Khiari, SOKOL-Förderpreis; Frank Hoppmann, Ramize Erer, Stipendien AIR – ARTIST IN RESIDENCE Niederösterreich[5]
- 2023: Florian Satzinger, SOKOL-Hauptpreis für digitale Karikatur; Gerald Scarfe, SOKOL-Würdigungspreis für Lebenswerk; Liz Montague, SOKOL-Förderpreis; Ghita Ait Bensalah, EtchingRoom1, Stipendien AIR – ARTIST IN RESIDENCE Niederösterreich[6]

## Ausstellungen im Karikaturmuseum Krems
Das Karikaturmuseum Krems zeigte schon folgende Einzelausstellungen des Künstlers:
- SOKOL. Titelseiten. Die Jubiläumsschau (11. März 2023 bis 5. November 2023)[7]
- Sokol Auslese (25. März 2018 bis 25. November 2018)
- Erich Sokol. Gnadenlos genial (25. November 2012 bis 20. Mai 2013)[8]
- Erich Sokol. Playboy Cartoons (17. April 2010 bis 6. März 2011)[8]
- Erich Sokol. Machtspiele (20. März 2005 bis 30. Oktober 2005)[8]